# C/1890 O1
Komet Coggia ali C/1890 O1 je neperiodični komet, ki ga je 18. junija 1890 odkril francoski astronom Jérôme Eugène Coggia (1849 – 1919) v Marseillu, Francija.

## Lastnosti
Njegova tirnica je bila parabolična. Soncu se je najbolj približal 9. julija 1890 , 
ko je bil na razdalji okoli 0,8 a.e. od Sonca.